# 戸島壮太郎
戸島 壮太郎（とじま そうたろう、1971年7月8日 - ）は元小島プロダクション所属のオーディオディレクター（音響監督）。小島秀夫が配信していた『HIDECHAN! ラジオ』に登場するスタッフでもあり、番組中では小島秀夫と菊地由美のサポートをしていた。愛称はトジーン。
2009年に渡米し、マイクロソフト社内のHaloスタジオである343 Industriesに所属し、2023年までHaloシリーズの音響を統括した。

## 経歴
- 兵庫県川西市出身。
- 追手門学院大学心理学科を卒業後、一般企業に就職。 半年間務めたあと、ゲーム音響への挑戦を決意して退社した後、夜間の専門学校で2年間コンピュータ音響を学ぶ。[2]
- 1998年、T&E SOFT入社。
- 1999年、コナミ入社。
- 2001年、KCEJとコナミの合併に伴い、KCEJから小島プロダクションに人事異動。
- 2009年、小島プロダクションから、343Industries(米国)に移籍。
- 2023年1月28日、343Industriesをレイオフにより退職[3]
- 2023年、カナダのゲームスタジオWorlds Untoldに、オーディオディレクターとして参加

## 人物
- ゲームオーディオクリエイター。作曲家、サウンドデザイナー、オーディオディレクターとして日米で活動。
- METAL GEAR SOLIDシリーズの小島秀夫監督と共にポッドキャスト番組『HIDECHAN!ラジオ』にレギュラー出演していた事でも知られる。
- 『HIDECHAN!ラジオ』には2005年12月19日に収録された試験放送第1回で出演しているが、本放送での初登場は第5回。「ヒデオナビゲーター01」である菊地由美の代わりに、「ヒデゲーター007（ダブルオーセブン）」として登場した。小島秀夫による自己紹介で「コジプロのヴィン・ディーゼル」と呼ばれた。
- ルーキー当時、お笑い芸人のよゐこのゲームが回ってきた事がある。
- 「ハハハ」という声が異常に面白い為、ヒデラジの番組中、小島に「笑い袋を作った方がいいんじゃないかな?」と言われた事がある。
- 作詞家としても活動しており、菊地由美と井上喜久子がユニットを組んだツーハンプリンセスの曲「おいしいツーハン生活」を作詞した。
- METAL GEAR SOLID 4 GUNS OF THE PATRIOTSにおいてAudio Director(音響監督)を担当。
- 2009年は『HIDECHAN!ラジオ』への出演が減少、消息を心配されたが自身のブログで小島プロダクションを辞めたことを明言。また、本当はラジオで特集を組む予定でもあったことを明かした。[4]
- 2011.05.13（金）更新の『HIDECHAN!ラジオ』第292回に電話インタビューという形で、アメリカシアトルから久々にラジオに登場。小島から「月一でトジーンコーナーやろっか？」と言われる。
- Halo_4、Halo 5: Guardians、Halo Infiniteの、Audio Director(音響監督)を担当。
- Halo_4において日本語の主要声優を変更した事でファンの反発を招き、署名問題にまで発展した。[5]
- 2023年に新規のゲームスタジオWorlds Untoldに参加するが、2024年末にスタジオが閉鎖。
- Golden Reel Award、Tec Awards、Inside Gaming Awards、G.A.N.G AWARDをはじめ、数々の国際音響賞を受賞。

## 声優出演
- インターネットパイロットドラマ・2.5大作戦-714（ナイスプライス）

## 作品参加リスト
- Blaze & Blade Busters (1998)
- がんばれゴエモンシリーズ
  - がんばれゴエモン～もののけ道中 飛び出せ鍋奉行!～（1999）
- おわらいよゐこのげえむ道～オヤジ探して3丁目～（1999）
- pop'n musicシリーズ
  - pop'n music GB（2000）
  - pop'n music6（2001）
  - pop'n music7（2001）
  - pop'n music10（2001）
  - pop'n music14 FEVER!（2006）
- 悪魔城ドラキュラシリーズ
  - 悪魔城ドラキュラ Circle of the Moon（2001）
- ZONE OF THE ENDERSシリーズ
  - ANUBIS ZONE OF THE ENDERS（2003）
- メタルギアシリーズ
  - METAL GEAR SOLID 2 SONS OF LIBERTY（2001）
  - METAL GEAR SOLID THE TWIN SNAKES（2004）
  - METAL GEAR SOLID 3 SNAKE EATER（2004）
  - METAL GEAR SOLID PORTABLE OPS（2006）
  - METAL GEAR SOLID 4 GUNS OF THE PATRIOTS（2008年）
- Haloシリーズ
  - Halo_4（2012）
  - Halo 5: Guardians（2015）
  - Halo Infinite (2021)

その他多数参加